# أندي مردوخ
أندي مردوخ (بالإنجليزية: Andy Murdoch) هو لاعب كرة قدم بريطاني في مركز الوسط، ولد في 30 يناير 1995 في بيزلي في المملكة المتحدة. لعب مع كوين أوف ساوث ونادي رينجرز ونادي كاودينبيث.

## وصلات خارجية
- أندي مردوخ على موقع قاعدة بيانات كرة القدم.إي يو (الإنجليزية)
- أندي مردوخ على موقع Soccerbase.com (لاعب) (الإنجليزية)
- أندي مردوخ على موقع Soccerway.com (الإنجليزية)
- أندي مردوخ على موقع عالم كرة القدم.نت (الإنجليزية)